# 3 janvier 2012
Le mardi 3 janvier 2012 est le 3e jour de l'année 2012.

## Décès
- Charles Delfante (né le 1er septembre 1926), architecte français
- Ekkehart Rautenstrauch (né le 5 janvier 1941), artiste allemand
- Enrique de Melchor (né le 15 juillet 1950), guitariste espagnol de flamenco
- Feng Fei-fei (née le 20 août 1953), chanteuse, animatrice et actrice taïwanaise
- Gene Bartow (né le 18 août 1930), entraîneur américain de basket-ball
- Ivan Avoscan (né le 13 mars 1928), sculpteur français
- Jean Revol (né le 4 mars 1929), peintre et écrivain français
- Joaquín Martínez (né le 5 novembre 1930), acteur américain
- Josef Škvorecký (né le 27 septembre 1924), éditeur et écrivain tchéco-canadien
- Lars Lennart Forsberg (né le 31 juillet 1933), réalisateur suédois
- Lazare Landau (né le 1er août 1928), historien français
- Víctor Arriagada Ríos (né le 16 avril 1934), Dessinateur chilien

## Événements
- Élection présidentielle des îles Marshall de 2012
- Création du Gouvernement Muhammad Basindawa au Yemen
- Début de la série télévisée américaine Jane by Design
- Publication du roman de Brian Herbert et Kevin J. Anderson La Communauté des sœurs
- Début des primaires présidentielles du Parti républicain américain de 2012
- Publication du roman de Greg Bear Primordium
- Début de la série télévisée américaine Work It